# ثيو بيل
ثيو بيل (بالإنجليزية: Theo Bell)‏ هو لاعب كرة قدم أمريكية أمريكي، ولد في 21 ديسمبر 1953 في بيكرسفيلد في الولايات المتحدة، وتوفي في 21 يونيو 2006 في تامبا في الولايات المتحدة.

## وصلات خارجية
- ثيو بيل على موقع مرجع كرة القدم المحترفة.كوم (الإنجليزية)